# Gael Joel Akogo
Gael Joel Akogo Esono Nchama (Ebibeyin, 21 de desembre de 2003) és un futbolista equatoguineà que juga com a migcampista en el Club Recreativo Granada de la Segona Federació. És internacional amb la selecció de Guinea Equatorial.

## Carrera
Producte de la pedrera de la Cano Sport Academy, Gael va començar la seva carrera en l'equip principal del mateix club. Encara que no es té certesa de l'any exacte del seu debut professional, existeixen registres de la seva participació en la Lliga de Campions de la CAF el 14 de setembre de 2019, quan va enfrontar a l'Al-Ahly, d'Egipte. En aquest moment, tenia 15 anys, la qual cosa suggereix que aquesta temporada va marcar la seva estrena en el futbol professional.
En 2023, Gael es va traslladar a Espanya per a unir-se a l'Atlético Albacete, on va formar part de la plantilla durant la pretemporada 2023/24. El seu debut oficial amb el club es va produir el 12 de setembre de 2023, en un partit de la Tercera Federació, que va acabar amb una derrota per 2-1 enfront del Quintanar del Rey. La seva etapa al conjunt manxec va arribar a la seva fi l'agost de 2024, quan va rescindir el seu contracte i es va unir al filial del Granada CF, signant un contracte amb l'equip andalús fins al 2026. Va debutar el 31 d'agost de 2024 en la Segona RFEF, en un partit que va finalitzar amb una derrota per 2-1 contra el Linares Deportivo. El gener de 2025 va ser convocat per primer cop amb el primer equip del club nazarí, que juga a Segona divisió.

### Carrera internacional
Gael va ser convocat per primera vegada per a representar la selecció de Guinea Equatorial l'1 de novembre de 2021, entrant en la llista per a les dues últimes jornades de les eliminatòries de classificació per al Mundial de Catar 2022 contra Tunísia i Mauritània. No obstant això, no va arribar a ingressar al camp en cap de les dues ocasions.
El seu debut amb l'equip nacional va tenir lloc el 23 de març de 2022, en un amistós contra Guinea Bissau. Va ingressar com a suplent en el minut 60, un partit que va acabar en derrota per 3-0 per als equatoguineans.

## Vida personal
Gael va néixer a Ebibeyín, sent membre del poble Misaha i pertanyent a la tribu Esakunan.